# Worth Street (Manhattan)

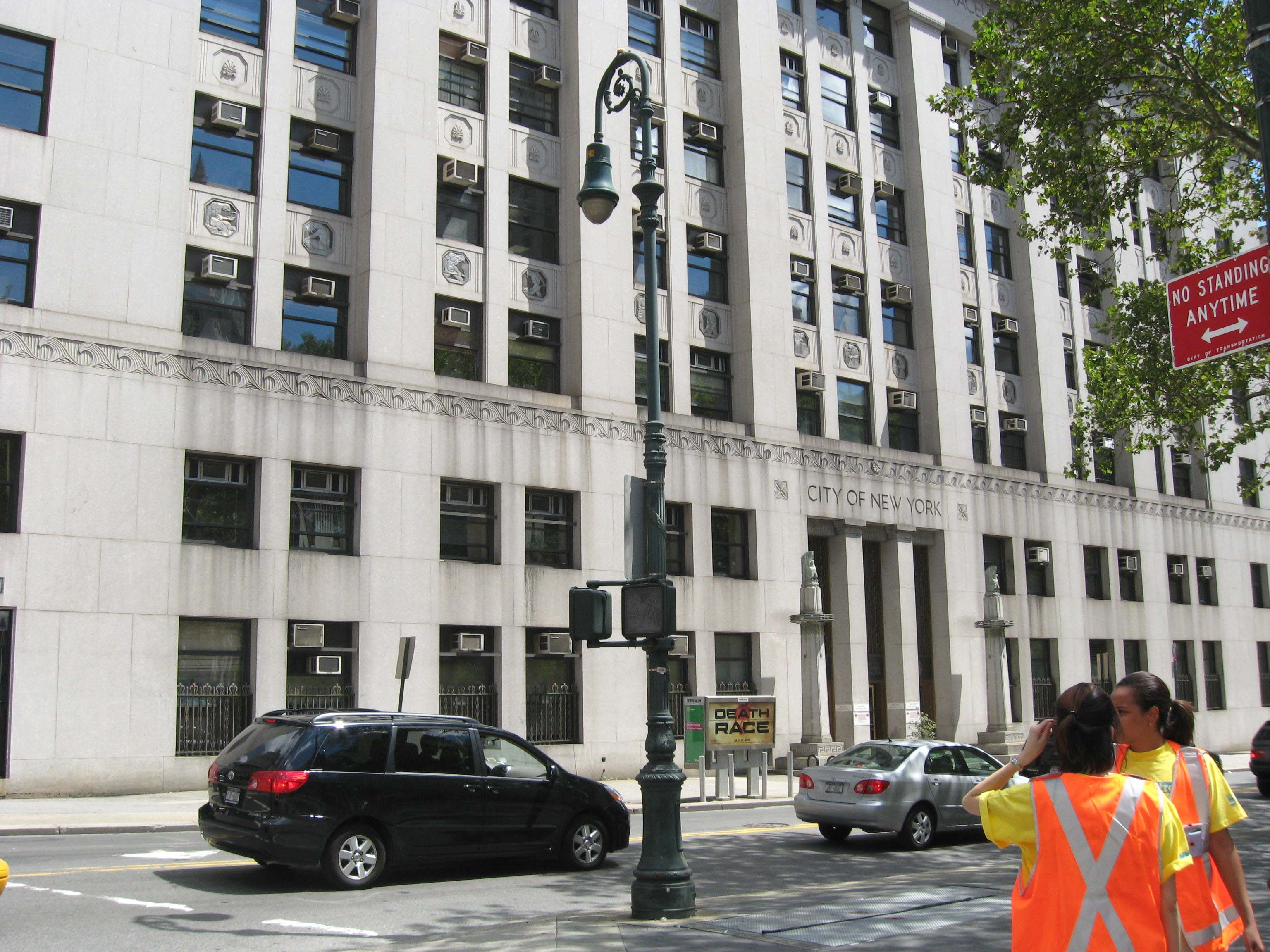
125 Worth Street – hier finden sich verschiedene Verwaltungssitze von Ämtern der Stadt New York.

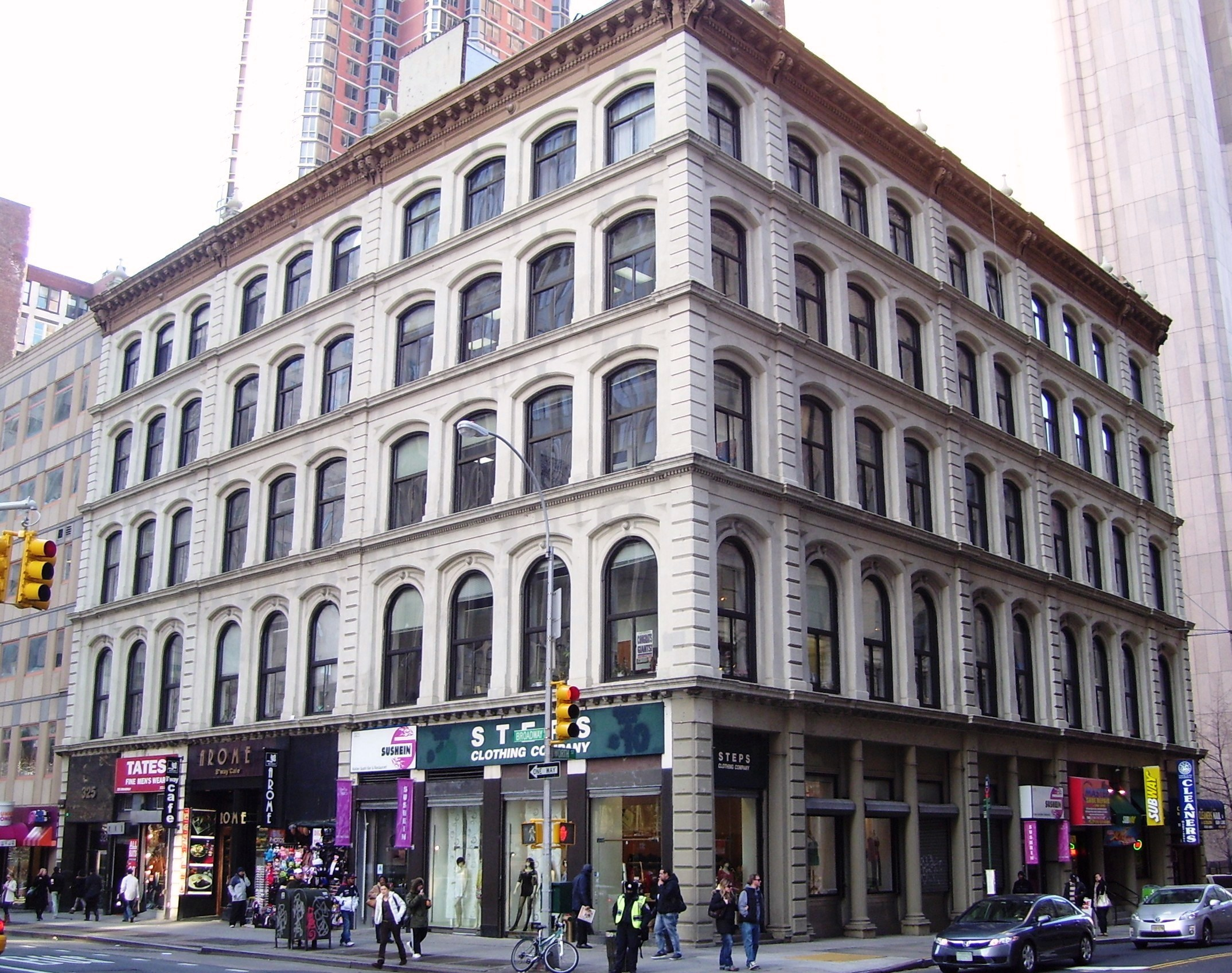
Denkmalgeschütztes Gebäude Ecke Broadway und Worth Street aus dem Jahre 1863–64.

Die Worth Street ist eine Straße im Süden von New York Citys Stadtbezirk Manhattan, USA.

## Lage und Verlauf
Die Straße erstreckt sich von der Hudson Street (Tribeca) im Westen zum Chatham Square im Osten. Hier verläuft der Verkehr in beide Richtungen. Hinter dem Chatham Square setzt sich die Straße als Oliver Street fort und verläuft dann als Einbahnstraße in nordwestlicher Richtung.
Zwischen West Broadway und der Church Street wird die Worth Street auch Justice John M. Harlan Way genannt – zu Ehren von John Marshall Harlan II, einem ehemaligen Richter am Obersten Gerichtshof der Vereinigten Staaten und Absolvent der Nahe gelegenen New York Law School. Zwischen der Centre Street und Baxter Street kennt man die Worth Street auch als „Avenue of the Strongest“ (Avenue der Stärksten) in Anlehnung an den Spitznamen „New York's Strongest“ (Die Stärksten von New York) für das New York City Department of Sanitation, das für die Müllbeseitigung und Straßenreinigung zuständig ist.

## Geschichte
Ursprünglich begann die Worth Street an der Five Points Kreuzung und führte Richtung Westen unter dem Namen Anthony Street. Im Jahre 1859 wurde der Teil zwischen der Five Points Kreuzung und dem Chatham Square Richtung Westen von der Stadt geöffnet und die gesamte Straße wurde in Worth Street umbenannt. Dies geschah zu Ehren des Generalmajors William J. Worth, einem Kriegshelden des Mexikanisch-Amerikanischen Krieges von 1848, der mehr als drei Kilometer nördlich (zwei Meilen) am Worth Square bestattet ist (am nördlichen Ende des Madison Square).

## Wichtige Institutionen entlang der Worth Street
Die Worth Street durchläuft eine Ansammlung von Regierungsstellen und Gerichtsgebäuden, die um den Foley Square angesiedelt sind. Im Haus 125 Worth Street sind die Hauptverwaltungen der New York City Health and Hospitals Corporation, des Department of Health and Mental Hygiene und des Department of Sanitation untergebracht. Darüber hinaus sind hier die Gerichtsgebäude des New York Supreme Court zu nennen (60 Centre Street, 80 Centre Street (das Louis Lefkowitz Building)) sowie das Daniel Patrick Moynihan Gerichtsgebäude (United States District Court for the Southern District of New York) an der 500 Pearl Street, deren Eingänge allesamt an der Worth Street liegen.